# Takayoshi Kido
Takayoshi Kido (jap. 木戸 孝允 Kido Takayoshi; ur. 11 sierpnia 1833, zm. 26 maja 1877) – znany także pod imieniem Kōin Kido; japoński mąż stanu, samuraj z Chōshū, jeden z trzech wielkich mężów restauracji Meiji.

## Młodość
Kido urodził się w Hagi w hanie Chōshū (obecnie prefektura Yamaguchi) jako najmłodszy syn lekarza Masakage Wady. Kiedy miał siedem lat, został zaadoptowany przez rodzinę Katsura i do 1865 r. nosił nazwisko Kogorō Katsura. Uczył się w szkole młodego filozofa Shōina Yoshidy (1830–1859), który zaszczepił w nim ideały cesarskiego lojalizmu.
W 1852 r. Kido wyjechał do Edo, aby uczyć się szermierki. Tam wszedł w kontakt z grupą radykałów z Mito. Zapoznał się z zasadami działania artylerii oraz budową statków. Z wiedzą tą powrócił do Chōshū w celu zorganizowania nowoczesnej armii.

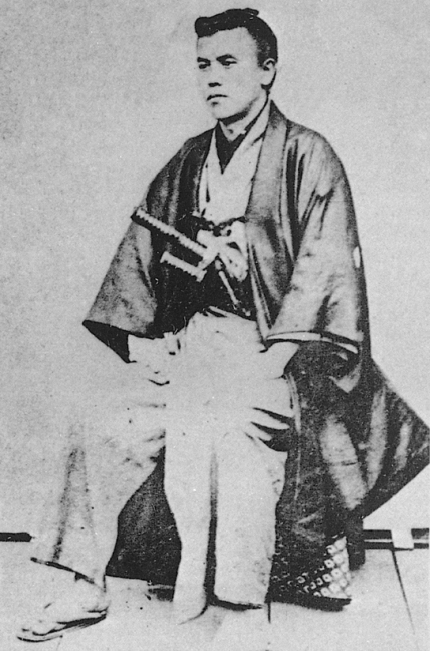
Kōin Kido w 1869 r.

## Obalenie siogunatu
Po 1858 r. miejscem pobytu Kido stała się rezydencja Chōshū w Edo, gdzie służył jako łącznik pomiędzy administracją hanu i samurajską młodzieżą o radykalnych poglądach, popierającą ruch sonnō-jōi („czcić cesarza, wypędzić barbarzyńców”). 
Kiedy z powodu swoich znajomości w kręgach radykałów z Mito znalazł się w kręgu podejrzeń siogunatu, w związku z zamachem na Nobumasę Andō (1819–1871), przeniesiono go do Kioto. Na miejscu Kido przyglądał się bezradnie, jak 30 września 1863 r. połączone siły Aizu i Satsumy przegnały siły Chōshū poza obręb miasta. 
Brał udział w przygotowaniach do nieudanej próby odzyskania kontroli nad pałacem cesarskim z 20 sierpnia 1864 roku. Po klęsce zmuszony został do ukrywania się wraz z gejszą imieniem Ikumatsu, która później została jego żoną.
Po tym, jak radykałowie pod przywództwem Shinsaku Takasugiego (1839–1867) przejęli kontrolę nad polityką Chōshū, Kido odegrał kluczową rolę w zawiązaniu sojuszu między Chōshū i Satsumą, który doprowadził do obalenia siogunatu rodu Tokugawa i restauracji władzy cesarskiej.

## Mąż stanu w rządzie Meiji
Po obaleniu bakufu, Kido odegrał ważną rolę w tworzeniu nowego rządu. Jako cesarski doradca, pomógł w przygotowaniu zniesienia systemu hanowego oraz skorygował Przysięgę statutową. Była to deklaracja w imieniu cesarza, prezentująca nową, ogólną wizję władzy w zmodernizowanym na wzór Zachodu kraju. Nosiła ona nazwę Cesarskiej przysięgi w pięciu artykułach (jap. 五箇条の御誓文 Gokajō no Go-seimon).  
W 1871 r. Kōin Kido wziął udział w misji Iwakury do Europy i Stanów Zjednoczonych, gdzie interesowały go przede wszystkim zachodnie systemy edukacji i polityka. Po powrocie do Japonii opowiedział się za stworzeniem rządu konstytucyjnego. Razem z Toshimichim Ōkubo (1830–1878) zajął twarde stanowisko w sprawie Korei, opowiadając się przeciw inwazji, na którą naciskała część członków rządu z Takamorim Saigō (1828–1877) na czele.
Ostatecznie Kido stracił wpływy w kręgu oligarchii Meiji na rzecz Ōkubo i zrezygnował z udziału w rządzie w proteście przeciwko ekspedycji karnej na Tajwan w 1874 roku. 
Po konferencji w Ōsace w 1875 r. Kido zgodził się powrócić do rządu i objął stanowisko przewodniczącego zgromadzenia gubernatorów prefektur. Odpowiadał również za edukację młodego cesarza Mutsuhito (Meiji).
Kido zmarł na przewlekłą chorobę w trakcie wojny Seinan w 1877 roku.